# 滑脱构造

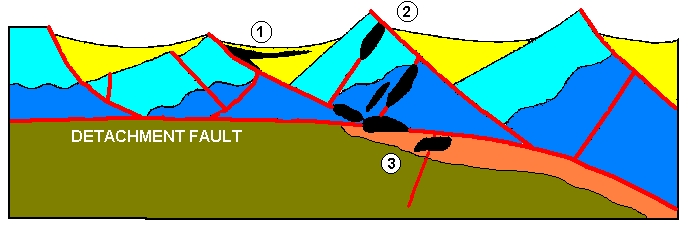
滑脱构造。图上Detachment Fault意为滑脱断层。

滑脱构造（Detachment structure）是岩石圈内部的一种构造。由于岩石圈本身并不是一个均质的圈层，而是由许多平行的小圈层组成，当它受到地应力作用时，相邻的小圈层之间会发生滑动、脱离的现象，从而形成各种滑脱构造，两个小圈层之间也从而形成滑脱界面。岩石圈中多级分层及滑脱构造的发现是构造地质学认识上的重大突破。
滑脱界面的原初性质多种多样，可以是断层、岩系界面、岩层不整合面、高塑性层、高孔隙层、盖层与基底界面、地壳与上地幔界面等，它们共同的特点是强度相对较低，剪应变较高，因此在受力的时候较为软弱。但是，一旦在这些界面上发生滑脱作用，所形成的滑脱界面的性质也就和断层类似，因此滑脱界面也可称作滑脱断层。仿照断层的描述术语，滑脱界面以上的部分也称为上盘，以下的部分则称为下盘。上盘和下盘的岩石的应变特征和力学性质是不同的。

## 相关术语
根据变形过程中的应力状态，又可将滑脱构造分为两类。一类是伸展型滑脱构造，又称拆离构造，这类滑脱构造在形成时，上盘受到伸展（拉伸）的作用力发生破裂，形成一系列正断层，岩石沿正断层发生近水平或低角度的滑移，但下盘则不参与滑移运动，只形成糜棱岩带。这时的上盘特称为上拆离盘，下盘特称为下拆离盘。另一类是压缩型滑脱构造，或称挤压型滑脱构造，这类滑脱构造在形成时，上盘受到压缩（挤压）的作用力发生破裂，形成一系列逆断层，岩石沿逆断层发生近水平或低角度的滑移，形成推覆体，但下盘也不参与滑移运动，只形成糜棱岩带。
如果滑脱构造的上盘发生明显的拆离或推覆，而下盘变形不大，这种滑脱构造又特称为薄皮构造(英語：thin-skinned structure)。

## 实例
喜马拉雅山脉在地质构造上就是一个巨大的滑脱构造。由于印度板块在此与欧亚板块发生碰撞，欧亚板块的表层岩石圈受挤压而形成了一系列的逆掩断层，其中最大型的有喜马拉雅主前缘断层带、喜马拉雅主边界断层带、喜马拉雅主中央断层带、定日-洛扎断层带等。在主中央断层带和定日-洛扎断层带之间，因为地壳上隆形成了喜马拉雅山的主山脊，在这里又出现了拆离构造，形成喜马拉雅主拆离断层带。